# 官方党地位
官方党地位（英語：Official party status）是指加拿大议会和各省立法机关采用的一种威斯敏斯特制度惯例，用于承认各政党的议会党团。在议会文件中，议会政党有时被称为“受承认政党”（recognized party）。